# PackageKit
PackageKit – zbiór oprogramowania zaprojektowany do zapewnienia spójnej powłoki wysokiego poziomu, służącej do obsługi różnych systemów zarządzania pakietami. Został on zapoczątkowany przez Richarda Hughesa.
Zbiór w założeniu jest wieloplatformowy, choć jest przede wszystkim adresowany do dystrybucji Linuksa, które podążają za standardami interoperacyjności opracowywanymi przez freedesktop.org. Wykorzystuje biblioteki D-BUS i PolicyKit dla zapewnienia komunikacji między procesami i uprawnieniami użytkowników.
Publikowany na zasadach licencji GNU jest wolnym oprogramowaniem

## Historia
Pierwsze założenia PackageKit Richard Hughes opublikował na swoim blogu w 2007. Pomysł spodobał się społeczności i jest teraz rozwijany przez mały zespół programistów. Fedora 9 była pierwszą dystrybucją która wykorzystywała go jako domyślnego menadżera (jako nakładka na YUM). Wykorzystywany jest również w Ubuntu (od wersji 8.04) i OpenSUSE (od wersji 11.0)

## Budowa
PackageKit jest systemowo aktywowaną usługą, nazwaną packagekitd która obsługuje w sobie różnice pomiędzy odmiennymi systemami pakietów. Biblioteka nazwana libpackagekit pozwala innym programom w prosty sposób współdziałać z PackageKit.
Niektóre jego cechy:
- Uwierzytelnianie za pomocą PolicyKit
- Nie usuwa istniejących menadżerów pakietów
- Systemowo aktywowana usługa

## Obsługiwane
Obsługiwanych jest wiele systemów zarządzania pakietami, m.in. są to APT, alpm, Conary, opkg, pacman, PiSi, poldek, Smart Package Manager, YUM i ZYpp

## Używanie
Aktualnie dostępne są trzy zestawy aplikacji pozwalających na korzystanie z PackageKit:
- konsolowe do wykorzystania bez środowiska graficznego
- gnome-packagekit wykorzystywane w środowisku GNOME
- kpackagekit wykorzystywane w środowisku KDE